# Diglossa gloriosissima
A Diglossa gloriosissima a madarak osztályának verébalakúak (Passeriformes) rendjébe és a tangarafélék (Thraupidae) családjába tartozó faj.

## Rendszerezése
A fajt Frank Chapman amerikai ornitológus írta le 1912-ben.

## Alfajai
- Diglossa gloriosissima boylei G. R. Graves, 1990
- Diglossa gloriosissima gloriosissima Chapman, 1912[2]

## Előfordulása
Kolumbia területén honos. Természetes élőhelyei a szubtrópusi és trópusi hegyi esőerdők és magaslati cserjések. Állandó, nem vonuló faj.

## Megjelenése
Testhossza 14 centiméter.
|  |

## Természetvédelmi helyzete
Az elterjedési területe kicsi, egyedszáma 1800-9999 példány közötti. Miután 40 évig nem figyelték meg ezt a fajt, 2003-ban újra felfedezték, és több új lelőhelyről is feljegyezték. A Természetvédelmi Világszövetség Vörös listáján mérsékelten fenyegetett fajként szerepel.